# Aritz Elustondo
Aritz Elustondo Irribarria (San Sebastian, 28 maart 1994) is een Spaans voetballer die doorgaans als rechtsback speelt. Hij stroomde in 2015 door vanuit de jeugd van Real Sociedad.

## Clubcarrière
Elustondo werd geboren in San Sebastian en is afkomstig uit de jeugdacademie van Real Sociedad. Tijdens het seizoen 2012/13 werd hij uitgeleend aan SD Beasain. Op 31 januari 2014 werd zijn contract verlengd tot medio 2017. Op 14 januari 2015 debuteerde de rechtsachter voor Real Sociedad in de Copa del Rey, tegen Villarreal CF. Drie dagen later maakte hij zijn competitiedebuut, tegen Rayo Vallecano.  Op 31 januari 2015 zette Elustondo Real Sociedad reeds na 36 seconden op voorsprong tegen Real Madrid CF in het Estadio Santiago Bernabéu. Real Madrid boog de achterstand nadien om in een 4–1-overwinning.

## Erelijst
| Copa del Rey | 1x | 2019/20 |